# 36 Aquarii
36 Aquarii, som är stjärnans Flamsteed-beteckning, är en ensam stjärna belägen i den mellersta delen av stjärnbilden Vattumannen. Den har en skenbar magnitud på 6,98  och kräver åtminstone en handkikare för att kunna observeras. Baserat på parallaxmätning inom Hipparcosuppdraget på ca 6,0 mas, beräknas den befinna sig på ett avstånd på ca 550 ljusår (ca 170 parsek) från solen. Den rör sig närmare solen med en heliocentrisk radialhastighet på ca -46 km/s.

## Egenskaper
36 Aquarii är en gul till orange jättestjärna av spektralklass G8/K0 III/IV.